# Ngô Trọng Ung
Ngô Trọng Ung (chữ Hán: 吳仲雍, 1350 TCN -?), là vị vua thứ hai của nước Ngô tồn tại từ cuối thời nhà Thương sang thời Đông Chu trong lịch sử Trung Quốc.
Ông mang họ Cơ, là con trai thứ hai của Cổ Công Đản Phủ – người khi đó đứng đầu bộ tộc Chu thời nhà Thương. Ông có người anh là Ngô Thái Bá và người em là Quý Lịch. Vì người em út Cơ Quý Lịch có người con là Cơ Xương rất tài giỏi nên Cổ Công Đản Phủ muốn truyền ngôi cho Quý Lịch để sau này Cơ Xương nối cơ nghiệp.
Biết ý cha, ông cùng anh cả trốn khỏi tộc Chu đến vùng đất Kinh sinh sống với người bản địa, cắt tóc và xăm mình để tỏ ý không muốn có ngôi quân chủ nữa. Quân chủ cha Cổ Công Đản Phủ lập Quý Lịch làm người nối nghiệp và trở thành Chu Công Quý.
Ông cùng anh sống với người đất Kinh, người bản địa hơn 1000 nhà đi theo thần phục, từ đó hình thành nước Ngô.
Ngô Thái Bá qua đời không có con nối nên Trọng Ung lên thay nối ngôi quân chủ.
Sử ký không chép rõ trong thời gian ông ở ngôi có sự kiện gì và không rõ thời điểm ông nối ngôi Thái Bá. Sau này cũng không xác định được thời gian ông mất. Con ông là Cơ Quý Giản lên nối ngôi quân chủ.